# Fénelon (apéritif)
Pour les articles homonymes, voir Fénelon (homonymie).
Le fénelon est un apéritif traditionnel du Quercy, à base de vin rouge, d'eau de noix et de crème de cassis. Il est servi frais.

## Description

### Ingrédients
Le fénelon est traditionnellement composé de vin de Cahors, de jus de noix vertes, de crème de cassis et d'alcool. L'eau de noix peut être remplacée par de la liqueur de noix. 
Les proportions respectives de ces ingrédients sont variables selon les fabricants et d'autres, comme le cognac ou l'armagnac, peuvent s'y ajouter. Le vin rouge est toujours majoritaire dans la recette (environ 60 %).
Le fénelon a une robe rubis. Son goût est équilibré entre le sucré et l'amer.

### Degré alcoolique
Le fénelon titre 16 à 17°.